# The Wheels of Chance
The Wheels of Chance é um filme de comédia mudo britânico de 1922, dirigido por Harold M. Shaw e estrelado por George K. Arthur, Olwen Roose e Gordon Parker. Foi baseado no romance homônimo por H. G. Wells.

## Elenco
- George K. Arthur - Hoopdriver
- Olwen Roose - Jessie Milton
- Gordon Parker - Bechamel
- Bertie Wright - Briggs
- Mabel Archdale - Sra. Milton
- Judd Green - Wickens
- Wallace Bosco - Dayle
- Clifford Marle - Phipps